# Cleebronn
Cleebronn település Németországban, azon belül Baden-Württembergben. Lakosainak száma 3255 fő (2023. december 31.). Cleebronn Sachsenheim, Brackenheim és Güglingen községekkel határos.

## Népesség
A település népessége az elmúlt években az alábbi módon változott:
| Lakosok száma | 1664 | 1779 | 1991 | 2041 | 2061 | 2611 | 2702 | 2728 | 2722 | 3255 |
|               | 1961 | 1968 | 1974 | 1981 | 1987 | 1994 | 2000 | 2007 | 2013 | 2023 |